# Vypasne
Vypasne  (ucraniano: Випасне) es una localidad del Raión de Bilhorod-Dnistrovskyi en el Óblast de Odesa de Ucrania. Según el censo de 2001, tiene una población de 7675 habitantes.